# Thou (pronombre)

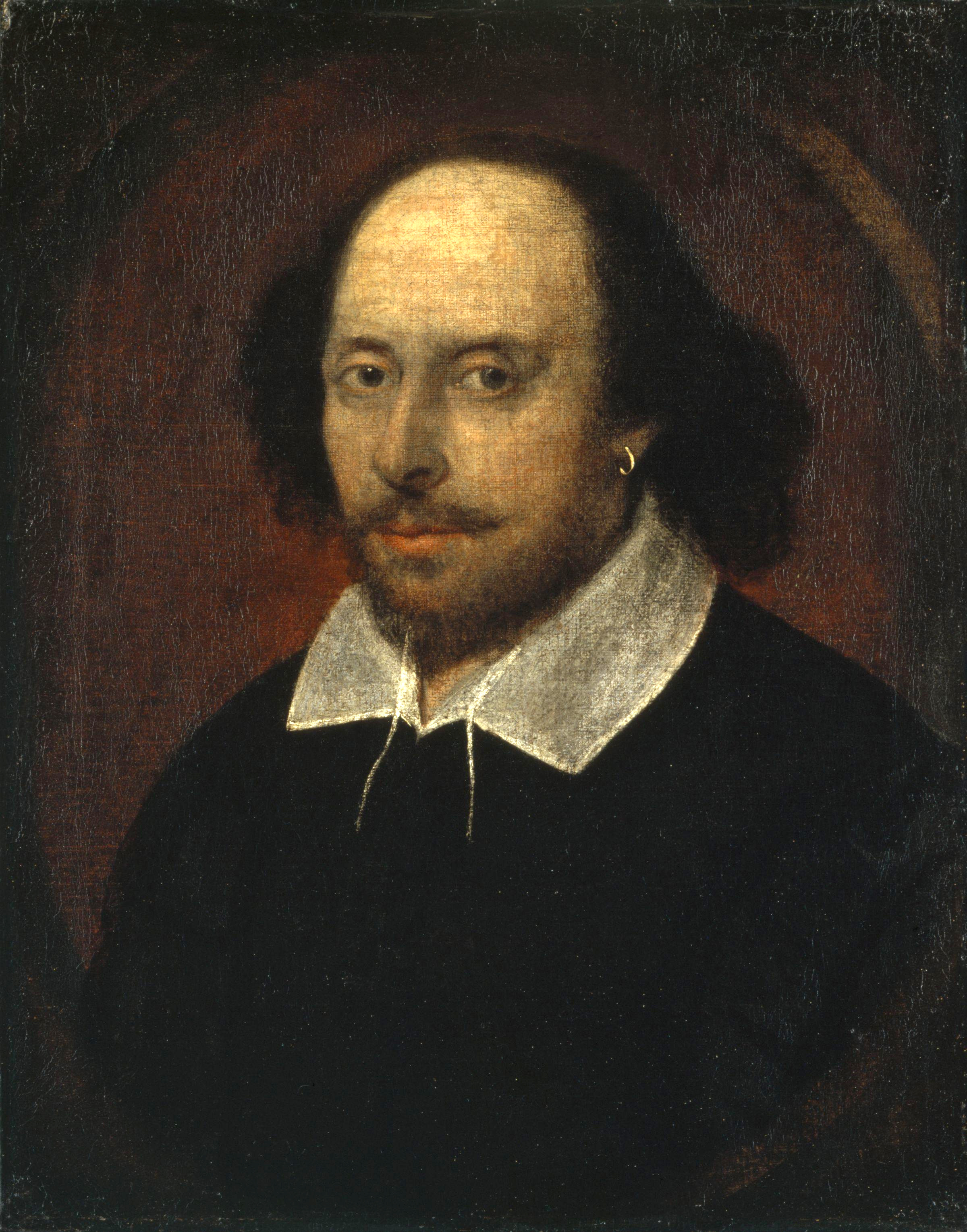
Los angloparlantes de la actualidad pueden encontrar "thou" principalmente en las obras de William Shakespeare, en las obras del renacimiento, en algunos autores del medieval y moderno temprano, y en la biblia del rey Jacobo.

La palabra thou (/ðaʊ/ en la mayoría de los dialectos) es un pronombre singular de segunda persona en inglés. Se trata de un arcaísmo que ha sido reemplazado en casi todos los contextos por you. Es usado todavía en partes del norte de Inglaterra y por los escoceses (/ðu/). Thou es la forma nominativa; la forma oblicua/objectiva es thee (/ði/) (funcionando como ambos acusativo y dativo), y el posesivo es thy o thine, y el reflexivo es thyself. Cuando thou es el sujeto gramatical de un verbo conjugado en el modo indicativo, la forma verbal acaba en t, más a menudo con la terminación -(e)st (ej., «thou goest»; «thou dost»), pero en algunos casos solo -t (ej., «thou art»; «thou shalt»). En inglés medio, thou fue algunas veces abreviado con una pequeña «u» sobre la letra thorn: þͧ.
Originalmente, thou era simplemente el homólogo singular del pronombre plural ye, derivada de una antigua raíz protoindoeuropea. Siguiendo un proceso encontrado también en otras lenguas indoeuropeas, thou fue luego usado para expresar intimidad, familiaridad o incluso como falta de respeto, mientras que el pronombre, you, con la forma oblicua/objectiva de ye, fue usado para circunstancias formales (véase distinción de T–V ). En el siglo XVII, thou cayó en desuso en el lenguaje común pero persiste, algunas veces de manera alterada, en dialectos regionales de Inglaterra y Escocia, como también en la lengua de un puñado de grupos religiosos como Religious Society of Friends (más conocidos como cuáqueros). En traducciones tempranas de la Biblia al inglés se usaba thou y nunca you como el pronombre singular de la segunda persona, con el doble efecto de mantener thou en uso y también impregnando con un aire de solemnidad religiosa que es la antítesis de su anterior sentido de familiaridad o de falta de respeto. El uso de este pronombre fue también habitual en poesía.
Traducciones tempranas de la Biblia al inglés usaron la forma familiar de la segunda persona, en ningún caso indicando una «falta de respeto». La forma familiar es usada cuando se habla de Dios, al menos en francés, alemán, español, italiano, ruso y gaélico escocés (todos los cuales mantienen el uso de una forma «informal» singular de la segunda persona en el discurso moderno). Cuando se refiere a Dios, «tú» (al igual que con otros pronombres) a menudo se escribe con mayúscula.
En el inglés moderno, thou continúa usándose solo en contextos formales religiosos, en literatura cuando se trata de reproducir el lenguaje arcaico y en ciertas frases fijas, tales como «holier than thou» (más sagrado que tú) y «fare thee well» (que te vaya bien). Por esta razón, muchos asocian el pronombre con solemnidad o formalidad. Muchos dialectos compensan la falta de una distinción entre singular y plural causada por la desaparición de thou y ye mediante la creación de nuevos pronombres plurales o construcciones pronominales, como you all, y'all, yinz, youse, you ens, you lot, your lot y you guys. Estos varían regionalmente y suelen limitarse al habla coloquial.